# Observatório espacial

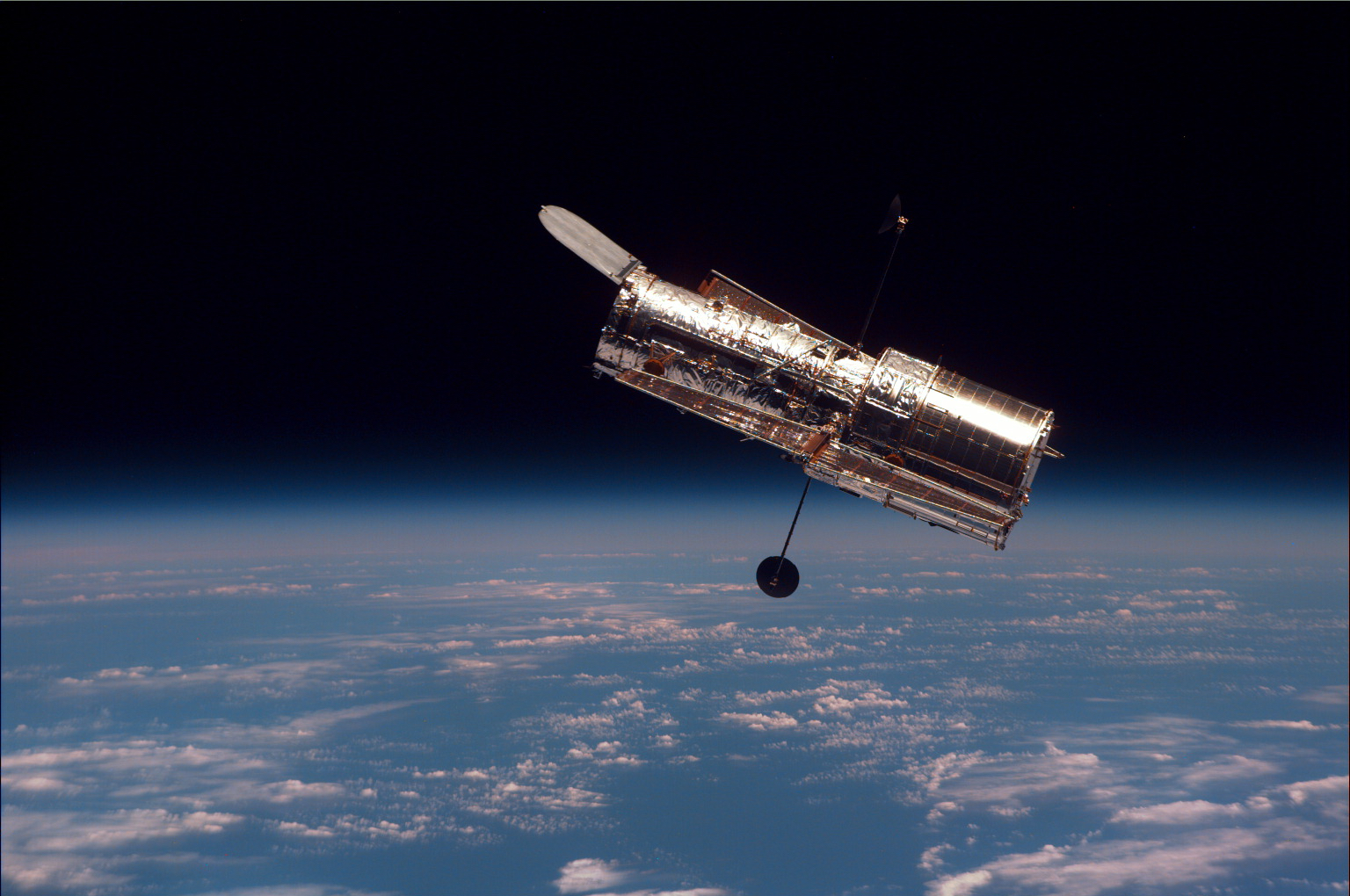
Telescópio Espacial Hubble

Um observatório espacial é um conjunto de um ou mais telescópios com seus instrumentos associados, posto em órbita fora da atmosfera terrestre, com o propósito de efetuar observações astronômicas que seriam muito difíceis se fossem realizadas na superfície da Terra.
Alguns observatórios espaciais são o Telescópio Espacial Hubble, o XMM, o Chandra, o Spitzer, o SOHO, o ISO e o Herschel. 
Os observatórios espaciais incluem os satélites astronômicos, que permanecem em órbita ao redor da Terra ou ao redor de outros planetas, e as sondas interplanetárias enviadas para estudar planetas, cometas e asteroides. 
Muitos dos satélites astronômicos e algumas das sondas interplanetárias levam a bordo pequenos ou grandes telescópios para observação de corpos celestes nas banda óptica do espectro eletromagnético, ou mesmo no infravermelho e no ultravioleta. Mas o telescópio é apenas um dos instrumentos usados pelos astrônomos no estudo de corpos celestes. Outros instrumentos são usados para medir emissões na faixa de radiofrequências (especialmente em micro-ondas), ou em raios X e raios gama; para medir a intensidade de campos elétricos e magnéticos; o fluxo de partículas; a intensidade de campos gravitacionais; etc. Alguns instrumentos usados para captura de imagens de planetas, satélites, cometas, meteoroides e outros objetos celestes, pelas sondas interplanetárias, usam apenas uma câmera CCD acoplada a um sistema óptico, mas não a um telescópio, propriamente dito. Neste contexto, usamos o termo "observatório espacial" para designar qualquer engenho construído pelo homem e colocado no espaço, para fins astronômicos, independente de portar um telescópio ou não.
Quanto aos seus propósitos, os "observatórios espaciais" também podem ser divididos em duas classes: 
- missões --- que são enviados ao espaço com propósitos específicos, como é o caso da missão CoRoT, e que podem até ser usados para fins de levantamentos (surveys) do céu inteiro.
- observatórios, propriamente ditos --- usados para fins mais gerais, como foi o caso do EXOSAT e do Telescópio espacial Hubble, mas que podem se restringir a observar regiões específicas do céu.

## Introdução
Para uma estrela (ou de qualquer outro objeto celeste) ser observada da superfície da Terra sua luz precisa atravessar a atmosfera terrestre. A atmosfera funciona como uma espécie de filtro, que atenua e distorce a luz da estrela. A atmosfera é mais transparente ou menos transparente, dependendo dos comprimentos de onda em questão. Para certas faixas do espectro eletromagnético, a atmosfera é quase que completamente opaca, dificultando ou mesmo impedindo qualquer tipo de observação astronômica nestas faixas. Por exemplo, medidas em raios-X são praticamente impossíveis de serem feitas do solo.
Um outro grande problema para os astrônomos é o mau tempo, que pode interromper ou impedir uma jornada de observações. Ventos e grandes turbulências de ar também podem afetar as observações, como frequentemente ocorre com telescópios terrestres como o Very Large Telescope (VLT) e outros que utilizam óptica adaptativa.
No espaço exterior, fora da atmosfera, estes tipos de problemas não aconteceriam. Esta foi uma das maiores motivações para se investir no projeto e construção dos observatórios astronômicos. 
Um grande número de "observatórios espaciais" foi lançado em órbita desde os anos de 1960, por vários países do mundo, ou por consórcios internacionais. Muitos deles já completaram sua missão, outros ainda estão operantes. 

## Observatórios espaciais da NASA
Satélites astronômicos pertencentes ao "Programa de Grandes Observatórios" da NASA:
- O Telescópio Espacial (Space Telescope, ST, em inglês), atualmente conhecido como Telescópio Espacial Hubble (HST), é um grande telescópio que opera na faixa óptica (visível) do espectro. Foi lançado em 24 de abril de 1990. A Agência Espacial Europeia (ESA) é parceira da NASA no projeto HST.

- O Observatório de Raios Gamma (GRO, Gamma Ray Observatory, também conhecido como Compton Gamma-Ray Observatory), foi desativado depois de muitos anos de vida produtiva. Seus giroscópios começaram a falhar e quando o último deles parou de funcionar, os técnicos se viram diante de duas possibilidades: ou correr o risco de perder o controle, ou destruir o observatório. A NASA optou pela segunda possibilidade, retirando o satélite (que era do tamanho de um ônibus) de sua órbita e deixando que caísse no Oceano Pacífico em 2000.

- O Observatório Chandra de Raios-X (Chandra X-ray Observatory (CXO). Seu nome inicial era AXAF - Advanced X-Ray Astrophysics Facility, mas foi mudado para Chandra em homenagem ao grande astrofísico indiano, Chandrasekhar. O observatório Chandra, ainda está operacional, e vem sendo usado no estudo de galáxias distantes.

- O Space Infrared Telescope Facility, (SIRTF), lançado em 24 de agosto de 2003, é o quarto observatório do programa de Grandes Observatórios da NASA e é chamado de Telescópio espacial Spitzer (SST).